# Abranovce
Abranovce este o comună slovacă, aflată în districtul Prešov din regiunea Prešov. Localitatea se află la altitudinea de 446 m deasupra n.m., se întinde pe o suprafață de 9,58 km2 și în 2017 număra 688 de locuitori.

## Istoric
Localitatea Abranovce este atestată documentar din 1320.

## Demografie
| An:                | 1994 | 2004   | 2014    | 2024    |
| ------------------ | ---- | ------ | ------- | ------- |
| Număr de persoane: | 510  | 548    | 644     | 734     |
| Diferență:         |      | +7,45% | +17,51% | +13,97% |

| An:                | 2023 | 2024   |
| ------------------ | ---- | ------ |
| Număr de persoane: | 715  | 734    |
| Diferență:         |      | +2,65% |